# Екумена
Екумена или васељена (стгрч. οἰκουμένη — „насељено“, „насељена земља“) је израз који је изворно у антици означавао тада познати свет, односно Земљу.
У ширем смислу речи екумена је насељени део копна, у коју спадају и територије које су укључене у живот, односно људске активности.

## Екумена у религији
Екумена као израз се у модерно доба користи и за Екуменизам или Екуменски покрет, религиозни покрет настао у 19. веку.
Други назив за васељенски сабор може бити екуменски сабор.

## Екумена у културној историји
У културноисторијском контексту израз је први пут у академским круговима употребио Луис Мамфорд у свом делу „Техника и цивилизација“ 1934. године. Израз је затим 1963. популаризовао канадски историчар Вилијем Х. Мекнил делом „Успон Запада“, у коме резонује како је крајем 18. века настала глобална екумена, омогућена доминацијом европских политичких институција, технологије и економског система.

## Екумена у популарној култури
- Толкинова Средња земља је описана као еквивалент старогрчкој екумени.
- У делу „Око времена“ Артура Ч. Кларка и Стивена Бакстера, Екумена је покрет који тежи уједињењу католицизма и ислама.